# Agrupació Esportiva Roses
L'Agrupació Esportiva Roses és un club de futbol fundat el 1921, amb el nom de Club Deportiu Roses. La màxima categoria assolida pel primer equip ha estat la Primera Catalana les temporades 1993/1994 i 1994/1995 i 2022/2023.

## Els inicis del futbol a Roses
Segons diuen les memòries dels socis més antics, al principi del segle XX el futbol només es veia per les platges o per alguns carrers. La primera referència del futbol a Roses és la del Rosas Foot-ball Club que es va inscriure al Govern Civil en una data inteterminada entre 1901 i 1902. A la dècada de 1910 els equips van començar a prendre el nom dels cafès que sovintejaven, com ara el de ca la Tartera, el del Cafè Badosa o el del Cafè del Modern. La premsa ja havia informat de la presència del futbol a Roses. L'any 1912 l'Empordà Federal i La Veu de l'Empordà es feien ressò de l'existència del Roses FC, que vestia de blanc.
El primer president conegut del Club Deportiu Roses és Primitiu Salamó Dunjó l'any 1921, segurament del mateix Roses FC. El 1922 el Diario de Gerona es fa ressò de la reunió dels socis del Rosas Foot-ball Club, presidida per Antoni Buscarons, per acomiadar els nois que marxaven acabat l'estiu i als soldats rosincs que marxaven a l'Àfrica. Més endavant, el juny de 1923 es documenta la constitució del Blanco y Negro.
Ja el 1923 el CD Roses va participar en el Campionat de l'Empordà amb els equips més destacats de la comarca. A banda dels campionats oficials o oficiosos, que escassejaven, s'organitzaven partits amistosos per poder practicar aquell esport provinent de les illes britàniques que tan engrescats tenia a joves i grans. Cal destacar el partit de l'estiu de 1925 contra l'equip de l'esquadra anglesa ancorada al Port de Roses. S'enfrontaven la tradició dels anglesos, el futbol ja es practicava a Anglaterra a la dècada de 1840, envers la joventut del futbol empordanès, que tot just feia els seus primers passos. En aquella època alguns partits de la Festa Major també eren de renom amb la visita d'equips de Girona o la UE Figueres. Fins i tot eren convidats a les Festes Majors d'altres pobles, com l'any 1926 a Peralada, aconseguint la victòria a domicili.
Segons Josep Duñach, el 1926 el president era el senyor Joan Denclar, acompanyat d'altres membres, com en Godo, en Bernadet, etc. A mitjans de 1928 es va crear la comissió organitzadora d'una nova societat esportiva o club de futbol, formada per Miquel Sellent, Miquel Blanch, Josep Turró i Pere Rigau, que acabaria amb la fundació aquell mateix any del Club Deportivo de Rosas, presidit per Joan Denclar. A partir del mes de juliol van comptar el Camp de la Cortina, cedit gratuïtament per l'Ajuntament per fomentar l'esport entre els joves.
El 1929 la junta es va desfer i a partir d'aquell moment els encarregats del club eren els propis jugadors: Rubí, Pairet, Rigau, Berta I, Saurí, Marés, Romans, Berta II, Lluent, Rivas i Espiguler. Aquell any es van enfrontar a diversos equips de la comarca com ara els equips figuerencs la Penya Erato, Penya Sport i Comerç FC, d'altres pobles com el Darnius, La Jonquera, el Llançà, l'Arenes de Llançà, el Camallera, l'Armentera, el Cabanes, Borrassà, l'Estartit, l'equip reserva de la UE Figueres i, fins i tot, equips més llunyans com el Sarrià de Ter.
Des dels inicis, quan el futbol era improvisat i sense cap estructura, algun erm era arreglat per a partits determinats o per a curtes etapes. S'havien jugat partits al Camp dels Fossos, en un dels fossars de les Muralles prop del rec d'en Forquilla. Posteriorment, com a mínim l'any 1926, al Camp del Salatar, conegut aleshores com el Clot dels Franquets. El 1929, com s'ha dit, va passar a jugar al Camp de la Cortina o de l'Era (perquè s'hi batia el gra), on es bastirien anys després les cases barates del Grup Mossèn Francisco. El consistori va pagar el material i els propis jugadors van fer de paletes i manobres per aixecar les infraestructures bàsiques.
Aquells anys els jugadors vestien samarreta groga i blava, no seria fins al 1939 o 1940 que va passar a blau i groc tirant a vermellós o butà sempre amb franges amples i verticals, els colors que encara llueixen els equips de l'AE Roses. Als anys trenta van començar a aparèixer noms clau en la història de l'entitat, com ara Buscarons, també conegut com el Bolinder o l'Agustinet, Jaume Berta, en Baldiri i en Joaquim Marés, els germans Pere i Francisco Rigau, Pere Bosch, Joan Ferrer, Quimet de la Tartera, Juli Marcó (Barrina), Pepito Romans, més conegut com el "Nen", Manel Donat, Joan Espigulé, Bonaventura Siñol, Salvador Casanovas (Ferrolà), Josep Rubí, en Berta (l'oncle del Tatu), etc. Tots ells jugadors prou coneguts per la gent, especialment a Llançà i a l'Escala, pobles amb els quals la tradicional rivalitat es va traslladar al terreny esportiu.
Durant els anys de la II República es va participar en el grup de l'Empordà del Campionat Provincial amateur amb l'equip reserva de la Unió Esportiva Figueres, el FC Montgrí, la US Verges, el FC Sant Climent, el FC L'Armentera, el FC Girona B, el Ràcing Club Figueres i el FC Banyoles. Al mateix temps el club continuava jugant les competicions i tornejos d'àmbit comarcal de caràcter amistós, com la Copa Primavera el 1930, el 1932 en un torneig contra la Penya Excelsior, el FC Sant Pere Pescador, l'AC Empordanès de Garriguella, la UE Estudiants i el FC Vilajuïga, o el torneig per a la inauguració del camp de l'Agullana el 1933. L'any 1932 l'entitat es constituí amb el nom de Club Deportiu de Roses.
A banda dels jugadors del poble, també hi havia la presència de joves estiuejants de Figueres i de Barcelona. Aquests, provinents de ciutats on la pràctica de l'esport estava més arrelada, solien reforçar l'equip rosinc per a partits puntuals, sobretot els mesos d'estiu quan sovintegen les Festes Majors. Es poden citar jugadors com en Lluís Ferrerons, en Cèsar Pi i Sunyer, en Jaume Miravitlles, en Jaume Sunyer i Pi, en Carles Díaz, etc.

## Canvi de nom i inici de l'AE Roses
En esclatar la Guerra Civil, una gran majoria del jovent es va incorporar a l'èxèrcit, en el qual alguns desgraciadament van trobar la mort. El club no va tornar a competir fins a l'any 1939, tot i que s'havia jugat algun partit de costellada. L'activitat es va reprendre el 2 de novembre de 1939, amb el senyor Pere Guitart i Sallés (en Pere de la Jana) com a president. L'any 1940 el Govern Civil inscriuria a la Agrupación Deportiva de Rosas, constituïda el juny d'aquell mateix any, amb el vist-i-plau de la Delegación de Deportes de la Jefatura Local de la FET y de las JONS.
A partir d'aquí es va adherir a la Federació Catalana de futbol i l'equip va poder competir al Grup Nord de la Segona Categoria Ordinària de la província de Girona, prèvia aprovació del Governador Civil de Girona. Els equips del campionat eren la UE Figueres, la UE Olot, el FC L'Escala, el Jecsalis de Sant Feliu de Guíxols i el mateix Roses. El 1944 l'AE Roses es va incorporar al Torneig de Primavera. Com que hi havia pocs equips es feien també tornejos amistosos per complementar-ho, com ara el Copa Emporium que organitzava L'Escala amb la participació d'altres equips com el Verges, l'Albons, l'Esplais i el Bellcaire. L'organització era tan precària que en aquells temps encara no hi havia gaires àrbitres federats, i algú que tingués uns coneixements mínims n'exercia. A Roses, sovint li tocava al senyor Jaume Ballesta Font, anomenat el "Matagats".
Sota la presidència del senyor Antoni Serra i Comas, que compartia la presidència i l'alcaldia des de 1944, la junta gestora que presidia estava formada pel tresorer Josep Mallol Simón, els vocals Pere Rigau Escapa, Pere Rigau Carreras, Andreu Ribas Sala, Joan Compte Puig, Miquel Fort Vigo, Pere Marés Ripoll, el vicepresident Francisco Berta i el secretari i delegat de natació en Jaume Deulofeu Buscarons i que va acabar el seu mandat el 1955.
El juliol de 1947 va haver-hi una reorganització i la Junta Directiva del president Serra la formaven com a Vicepresident Joan Turró Compte, Secretari Jaume Deulofeu Buscarons que per desplaçar-se al estranger fou substituït posteriorment per Miquel Godo Romañach, el Tresorer Manel Donat Buscató, Recaptador Ernest Badal i Vocals en Francisco Cusí Coll, Salvador Casanovas Casas i Pere Puignau Berta. L'entrenador era l'Agustí Buscarons Antón que alhora era el Delegat Federatiu.

## Els anys cinquanta i seixanta
El 1951 el Club es va domiciliar al Carrer Sant Elm i es varen incorporar a la Junta Directiva Xavier Casals Recasens i Enric Badosa Martimort. Aquell mateix any es va distingir al president Antoni Serra com a soci honorari. Els inicis dels anys cinquanta van ser gloriosos per a l'entitat amb l'assoliment de dos campionats provincials d'aficionats els anys 1950 i 1953. Les dues vegades que va quedar campió provincial va participar en el Campionat de Catalunya, arribant les dues vegades a la final a doble partit, contra el mateix rival, el Júnior FC, de Sant Cugat del Vallès, perdent-les. El 1953 malgrat haver guanyat el primer partit 3-1, a la pròrroga del segon partit es va perdre per 6-5. Aquestes dues finals van ser un gran esdeveniment per al poble amb dos grans desplaçaments per animar a l'equip.
Com a premi per a l'afició i els jugadors després d'una gran temporada, el 16 d'agost del 1951 el FC Barcelona va visitar el camp del Roses per primera vegada a la seva història. Va guanyar el Roses per 2-1 amb dos gols de Pallarès. El FC Barcelona no havia perdut cap partit abans aquella temporada. Aquest mateix any 1951 el Roses havia guanyat el Campionat del Torneig de Primavera i també el Torneig F. Fonoll dels juvenils, que també es jugaria el 1956.
El 1955 Agustí Buscarons Anton va succeir a Antoni Serra com a president de l'entitat. Passava a presidir el club un dels personatges més carismàtics de la història del futbol a la població. La seva Junta Directiva la formaven el vicepresident Esteve Guerra Marés, el secretari Josep Boix Castey, el vicesecretari Fèlix Cusí Ferrer, el tresorer Cinto Saseras Berta i els vocals Pere Gómez Ramos, Joan Turró Compte, Pere Puignau Berta, Joan Puig Vidal, Ramón Marés Palou, Antoni Tornés i Joan Terol Llinares. Aquella termporada 1955/1956 el primer equip va jugar a la categoria d'aficionats. Tot i el canvi de directiva i els èxits de principis de la dècada dels cinquanta, el Roses no trobava ni els jugadors ni els directius, per la qual cosa entre 1957 i 1959 no hi va haver activitat. Finalment, l'any 1960 amb l'entrada de la junta presidida per Vicenç Forns i Brunet l'equip es va reincorporar als calendaris de competicions provincials. Malauradament, el mes de març de 1961 el president Forns va morir.
Davant la mort de Forns es convocà per al 14 de maig de 1961 una Assemblea General Extraordinaria per escollir un nou president. El càrrec va recaure en José Díaz Pacheco, un militar retirat, que va ser anomenat posteriorment soci honorífic i medalla de plata al Mérito Deportivo. Amb el pas dels anys, en les seves dues etapes al capdavant de l'entitat, Díaz va ser el president amb més anys en el càrrec. Pocs mesos després de l'entrada de la junta de Díaz, el 15 d'octubre de 1961 s'inaugurava el Camp Municipal Díaz Pacheco, un dia que va quedar gravat amb lletres d'or a la història de l'AE Roses. Quedaven enrere els camps improvisats, el del Clot dels Franquets, el de les Muralles, el de la Cortina i el camp habilitat provisionalment conegut popularment com el d'en Patufet.
Sembla que amb una infraestructura més moderna i més inversió en jugadors el club va fer un salt de qualitat. La temporada 1961/1962 es torna a guayar el Campionat d'Aficionats i la temporada 1963/1964 participa en el Torneig Copa Catalana. El 1965 el club fa un enorme esforç i es fa càrrec de la segona fase de l'ampliació del camp amb un cost de mig milió de pessetes. La temporada 1966/1967 es puja a la Segona Regional, la temporada següent, la 1967/1968, a Primera Regional, fins a arribar a Preferent la 1968/1969. Una dècada prodigiosa per als aficionats rosincs.

## Els anys setanta
La Junta Directiva va dimitir l'estiu del 1972 i Díaz Pacheco va ser substituït per Jaume Deulofeu i Buscarons, que va ocupar el càrrec dos anys. El 1974 la presidencia va recaure, de nou, dos anys més en Díaz Pacheco. El 6 de juny de 1976 el president va morir d'un atac cardíac als 61 anys. Agustí Donat i Romañach va quedar aleshores com a president accidental. Lluís Expósito Feliu "Masblanc" el succeïria entre 1976 i 1982 i altre cop Agustí Donat Romañach entre 1982 i 1986.
Durant la dècada de 1970 el primer equip va mantenir-se ininterrompudament a la Primera Regional entre la temporada 1970/1971 i la 1978/1979, que acabaria amb el descens a la Segona Regional. El periple per la Segona Regional arribaria fins a l'ascens a Primera Regional la temporada 1983/1984.

## El gran salt endavant. Els anys vuitanta i noranta
Durant els actes de la Festa Major de 1985 el club faria un salt endavant amb la inauguració del nou Estadi del Mas Oliva. L'entrada va ser gratuïta i van assistir-hi més de mil persones, molt per sobre del seu aforament. Aquell dia l'AE Roses es va enfrontar al Barcelona Atlètic, el filial del FC Barcelona, que aleshores jugava a la Segona Divisió B del futbol espanyol. Davant d'un munt d'autoritats i convidats l'AE Roses va aconseguir un valuós empat a dos gols, malgrat haver-se avançat dos cops en el marcador.
Un any després del canvi d'estadi, el 1986, Joan Dunjó Danés va deixar l'entitat. Entre 1956 i 1986 va ser un dels pilars del club com a secretari. Va ser un treballador constant, incansable, fent una feina primordial, sòrdida i desinteressada, una d'aquelles persones amb les quals el club sempre tindrà un deute per haver dedicat bona part de la seva vida al bé de l'AE Roses. Aquell mateix any Ramon Móra Ros substituirïa a Donat en la presidència i exerciria el càrrec fins a l'any 1989. Des de la temporada 1984/1985 a la 1990/1991 el primer equip va consolidar-se altre cop a la Primera Regional, aconseguint un valuós ascens a la Regional preferent la primavera de 1991, ja amb Manel Sáenz com a president.
Durant dues temporades l'equip va militar a la Regional Preferent de la mà de Nitus Santos assolint per primera vegada l'ascens a Primera Catalana, la categoria més alta del futbol català l'any 1993. L'aventura a la màxima categoria va durar dues temporades fins al descens altre cop a Regional Preferent el 1995. El 1995 l'entrenador Pere Gratacós va agafar les regnes de l'equip, que anys després va arribar a ser l'entrenador de la selecció catalana, ajudat per Arseni Comas.També va ser l'any que va començar d'utiller Lluís Puig (Gari), substituint al seu propi pare, tasca què avui dia segueix fent en el club.

## La fi del model de club únic a Roses
Durant l'estiu del 1997 neix a Roses un nou club, el Club de Futbol Base Roses, que com bé diu el seu nom, volia potenciar el futbol base local, que fins aleshores es repartia entre l'AE Roses i la Penya Blaugrana de Roses. El fins aleshores coordinador del futbol base, Quim Buscató, va ser destituït per la directiva amb un sol vot en contra en una reunió al bar l'Arlequín. La setmana següent dels fets el mateix Buscató i el delegat dissident van inscriure tots els futbolistes de base al nou club, malgrat les pressions institucionals perquè no hi hagués cap escissió.
El 2001 s'acabava de pujar de nou a Preferent, després de cinc anys, i es va participar en la Copa Catalunya caient eliminat per l'UE Figueres entrenat per en Pere Gratacós. L'estiu del 2002, accepta la presidència Josep Mas i Martínez, que va haver d'afrontar una situació financera molt complicada de l'entitat. Des del 2002 al 2006 l'equip segueix a Territorial Preferent però amb alguns canvis a la plantilla. A la temporada 2006/2007, l'Ajuntament instal·la la gespa artificial al Estadi i els equips juguen els partits de local en els Camps de la Vinyassa del Club Futbol Base Roses fins que s'acabaren les obres.
A la temporada 2007/2008 es va jugar a Primera Territorial,i a la següent temporada (2008-2009) es va pujar a Territorial Preferent amb en Miquel Rivas d'entrenador. A la 2009-2010, per qüestions d'equilibri del pressupost es va eliminar l'equip "B", i el primer equip va acabar baixant a Segona Territorial. De la temporada 2010/2011 a la 2015/2016 el primer equip va fluctuar entre la Segona i la Tercera Catalana. La mala experiència del descens a Tercera Catalana la primavera de l'any 2012 va provocar, segons l'entrenador Eduard Ortega, que s'apostés per un projecte menys ambiciós, però amb gent de la casa que permetés mantenir l'ambició de tenir opcions d'ascens a mitjà termini.

## L'Estadi del Mas Oliva
L'Estadi del Mas Oliva inaugurat el 1985 és una instal·lació esportiva municipal destinada a la pràctica del futbol i que utilitza preferentment l'Agrupació Esportiva Roses per al primer equip i les seves divisions inferiors. L'any 2007 es va instal·lar gespa artificial a l'estadi per millorar les condicions de joc que hi havia amb la gespa natural. Un any abans també s'havia instal·lat a l'estadi de la Vinyassa.

## Palmarès[11]

### Palmarès del primer equip
- 2 Campionat de Primera Regional. 1967/1968 i 2000/2001.
- 2 Campionat de Segona Regional. 1966/1967 i 1983/1984.
- 1 Campionat de Tercera Catalana. 2013/2014
- 2 Campionat Provincial d'Aficionats. 1950 i 1953.
- 1 Campionat del Torneig Copa Primavera. 1951.

### Palmarès del segon equip
- 1 Campionat de Segona Regional. 1992/1993.
- 1 Campionat de Tercera Regional. 1988/1989.